# 川橋信夫
川橋 信夫（かわはし のぶお、1956年7月23日 - ）は、日本の経営者。JSR株式会社代表取締役社長兼COOを経て、同社エグゼクティブ・アドバイザー。東京理科大学大学院修了。神奈川県出身。

## 経歴・人物
- 1981年（昭和56年） - 日本合成ゴム株式会社（現：JSR株式会社）
- 2002年（平成14年） - 精密電子研究所機能材料開発室長
- 2008年（平成20年） - 執行役員ディスプレイ材料事業部長兼同新規FPD材料部長
- 2009年（平成21年） - 執行役員電子材料事業部長
- 2010年（平成22年） - 執行役員JSRMicro Korea Co .,Ltd .取締役社長
- 2011年（平成23年） - 上席執行役員JSRMicro Korea Co .,Ltd .取締役社長
- 2014年（平成26年） - 上席執行役員研究開発部長
- 2016年（平成28年） - 取締役兼常務執行役員
- 2017年（平成29年） - 取締役兼専務執行役員
- 2018年（平成30年） - 取締役兼専務執行役員研究開発、人材開発、ダイバーシティ推進担当
- 2019年（平成31年） - 代表取締役社長兼COO兼CTO開発担当[4]、合成ゴム工業会会長[5]
- 2020年（令和２年）  - 代表取締役社長兼COO、日本化学工業協会理事
- 2023年（令和5年） - エグゼクティブ・アドバイザー[2]